# Exurbs
L'expression exurb (de extra-urbain) a été d'abord utilisée dans les années 1950 par Auguste Comte Spectorsky dans son livre The Exurbanites, pour décrire la zone de municipalités rurales aisées s'étendant au-delà des banlieues traditionnelles et qui devenaient alors des zones dortoirs grâce à l'accès autoroutier.
Les exurbs ne sont pas uniques aux États-Unis. On en trouve dans d'autres pays industrialisés aux vastes espaces comme le Canada et l'Australie.
Les exurbs ne sont pas toutes riches. Certaines (comme à l'ouest de Sydney et à l'est de Los Angeles) ont des niveaux de revenus plus faibles que les banlieues moins éloignées du centre.

## Historique
Les résidents des premiers exurbs, comme à Philadelphie et New York, se rendaient au centre-ville par train ou par les routes panoramiques, (les parkways). 
Les exurbs d'aujourd'hui incluent des ilots suburbains restreints au milieu de zones bucoliques, des villages et de petites villes. Certaines sont à la limite des lointaines banlieues mais habituellement elles sont séparées de ces dernières par quelques kilomètres de champs ou de boisés. Les exurbs qui sont nées indépendamment d'un grand centre urbain fournisseur d'emploi offrent certaines institutions culturelles et éducatives. Les autres ne sont ni plus ni moins que des banlieues dortoir.

## Planification
Beaucoup d'environnementalistes, d'architectes, et d'urbanistes considèrent les exurbs comme des manifestations d'un urbanisme déficient ou mal compris. De très faibles densités et de vastes terrains favorisent la dépendance à l'automobile et rendent l'installation des infrastructures municipales coûteuse et inefficace. Ces municipalités sont bien pourvues en centres commerciaux, mais pauvres en parcs et institutions culturelles. Cependant, de faibles prix de terrain et des taxes foncières minimes attirent constamment de nouveaux ménages vers les exurbs, surtout les jeunes ménages avec enfants.